# 141 př. n. l.

## Úmrtí
- ? – Ťing-ti (Chan), šestý císař dynastie Chan (* 188 př. n. l.)

## Hlavy států
- Parthská říše – Mithradatés I. (171 – 139/138 př. n. l.)
- Egypt – Ptolemaios VIII. Euergetés II. (144 – 116 př. n. l.)
- Numidie – Micipsa
- Čína – Ťing-ti, Wu-ti (dynastie Západní Chan)